# La rivoluzione francese
La rivoluzione francese (La révolution française) è un film storico del 1989 diretto da Robert Enrico e Richard T. Heffron, realizzato in occasione del bicentenario della Rivoluzione francese. È uscito nelle sale francesi in due parti: Les Années Lumière, diretta da Enrico, e Les Années Terribles, diretta da Heffron.

## Trama
Il 14 luglio i parigini assaltano la Bastiglia, e la rivoluzione ha inizio. Il Re si reca quindi a Parigi, dove riconosce la sovranità del popolo e la Guardia nazionale francese, con a capo il generale La Fayette. Sotto la spinta degli avvenimenti, l'Assemblea nazionale costituente crea una costituzione e la Dichiarazione dei diritti dell'uomo e del cittadino, con l'abolizione di tutti i privilegi feudali. Luigi XVI non riconosce la nuova costituzione, e il popolo, in testa le donne, furibondo, marcia su Versailles, costringendo la famiglia reale ad affacciarsi dal balcone e poi a trasferirsi a Parigi. Quella che si profila è una Monarchia costituzionale, che viene sostenuta a gran voce dal conte Mirabeau, che si era schierato con i rivoluzionari. Il Re non si sente sicuro a Parigi, e in segreto tenta la fuga con la famiglia oltre i confini francesi, dove le monarchie straniere sono disposte ad aiutarlo. Ma a Varennes viene riconosciuto e arrestato, e immediatamente riaccompagnato nella capitale. Il popolo si sente tradito dai reali, la monarchia vacilla sempre più.
Nasce l'Assemblea nazionale legislativa, con il gruppo politico dei girondini in maggioranza, di tendenza democratica e moderata. Il girondino Brissot, favorevole ad una guerra contro gli eserciti monarchici, entra in contrasto con Robespierre, che rifiuta il conflitto. Il 20 aprile 1792 la Francia dichiara guerra all'imperatore d'Austria, il 20 giugno la folla invade il palazzo del Re, per protestare all'opposizione del monarca su tre importanti decreti. Il Re è costretto a indossare il berretto frigio dei rivoluzionari. La situazione si fa sempre più tesa, il 10 agosto i parigini assaltano le guardie del Re, e la famiglia reale viene definitivamente confinata. Danton instaura il Comune Insurrezionale, mentre il rivoluzionario Marat spinge i parigini alla violenza, che nel settembre del 1792 uccidono brutalmente centinaia di prigionieri, reclusi nelle carceri di Parigi. Intanto la guerra prosegue, e l'esercito francese ottiene un'importante vittoria a Valmy, il 20 settembre.
Il giorno successivo viene dichiarata decaduta la monarchia, e si instaura la repubblica. Con essa nasce la Convenzione Nazionale, dove subito viene condotto il Re per essere messo sotto processo. Il giovane Saint-Just è tra coloro che chiedono la condanna a morte del sovrano, ma non tutti sono d'accordo: Danton e Desmoulins inizialmente non lo trovano utile, ma poi, confrontandosi con Robespierre, votano per l'esecuzione del Re, che avviene il 21 gennaio del 1793 tramite ghigliottina. I girondini vengono allontanati dalla scena politica, e prendono il potere i membri del Club dei Giacobini, con il leader Robespierre, che insieme a Danton crea un tribunale rivoluzionario, a difesa della repubblica. Lo scontro tra i giacobini più accesi e i girondini, ormai in minoranza, entra nel vivo. Sono proprio i giacobini che prendono le redini del governo rivoluzionario, adottando misure repressive nei confronti dei moderati.
Il 13 luglio una giovane con simpatie monarchiche, Charlotte Corday, uccide Marat nella sua abitazione. Le misure adottate dai giacobini si fanno più dure, anche la regina Maria Antonietta viene messa a processo e decapitata. Robespierre è sempre più convinto che sia necessario eliminare chiunque sia sospettato di tramare contro il governo: il Regno del Terrore è iniziato. Il Comitato di Salute Pubblica, di cui è leader Robespierre, fa mettere a morte, attraverso il tribunale rivoluzionario, tutti i deputati girondini. Nascono però, nella Convenzione, delle correnti che si oppongono al regime di terrore: da un lato gli arrabbiati, con a capo il giornalista Hébert, dall'altra gli indulgenti, tra i quali ci sono due vecchi amici di Robespierre: Danton e Desmoulins. Per primo viene arrestato e messo a morte Hébert e i suoi sostenitori, successivamente vengono arrestati anche gli indulgenti, dopo numerosi avvertimenti.
Di fronte al tribunale rivoluzionario Danton dimostra un grande coraggio, e trova approvazione tra la folla, ma Robespierre e Saint-Just, con una falsa testimonianza, vincono il processo. Anche Danton e Desmoulins vengono quindi ghigliottinati. Il governo giacobino si è trasformato ormai in una crudele dittatura, con processi sommari ed esecuzioni continue in nome delle virtù repubblicane. Il 27 luglio 1794 all'interno della Convenzione, dopo che Robespierre ha tenuto un discorso, i deputati lo dichiarano fuorilegge ed emettono un mandato di arresto con l'accusa di tirannia. Robespierre, Saint-Just e i membri del Comitato, ormai isolati, si nascondono all'interno dell'Hôtel de Ville con un manipolo di uomini armati a loro difesa, ma vengono stanati e condannati a morte. Verranno ghigliottinati il giorno successivo.
(Georges Jacques Danton (interpretato da Klaus Maria Brandauer), durante il suo processo.)

### Prima parte:Les Années Lumière
La prima parte del film racconta i seguenti eventi:
- La riunione degli Stati Generali
- Il giuramento della Pallacorda e l'istituzione della Assemblea Costituente
- La presa della Bastiglia
- La notte del 4 agosto
- La Carta dei Diritti dell'Uomo e del Cittadino
- I giorni del 5 e 6 ottobre 1789
- La Festa della Federazione
- La fuga di Luigi XVI e il suo arresto
- Le riprese di Champ de Mars
- L'istituzione della Assemblea nazionale legislativa
- Il dibattito sulla guerra tra Brissot e Robespierre e la dichiarazione di guerra contro l'imperatore d'Austria (20 aprile 1792)
- Eventi del 20 giugno 1792
- L'introduzione del Comune insurrezionale di Parigi
- Eventi del 10 agosto 1792

### Seconda parte:Les Années Terribles
La seconda parte del film racconta i seguenti eventi:
- Confino di Luigi XVI e la sua famiglia a Tempio
- I massacri di settembre e l'istituzione del Terrore
- La battaglia di Valmy
- L'introduzione della prima Repubblica e la Convenzione nazionale
- Il processo a Luigi XVI e la sua esecuzione
- L'introduzione del tribunale rivoluzionario
- Scontri tra i Montagnardi e i Girondini che portano al 31 maggio e 2 giugno 1793
- L'assassinio di Marat
- Il processo di Maria Antonietta e la sua esecuzione
- Il Grande Terrore
- Il processo di Hébert
- Il processo di Danton
- La caduta di Robespierre

## Produzione
Il film fu girato in varie location: 
- gli Studios di Joinville, nella cittadina di Joinville-le-Pont, dove vennero realizzate il più delle scene;
- il Castello di Tarascona, per le riprese della Bastiglia;
- Bordeaux, per le scene inerenti al Club dei Cordiglieri a Parigi;
- varie zone vicino Nevers, per la Battaglia di Valmy;
- l'Hôtel de la Marine, che funse da Palazzo delle Tuileries;
- la Reggia di Versailles, per le prime scene della miniserie.

## Distribuzione
Il film è stato distribuito in Francia da Les Films Ariane in due parti, la prima il 25 ottobre 1989 e la seconda un mese dopo.
In Italia fu trasmesso dal 30 settembre al 8 ottobre del 1990 da Rai 1 in quattro episodi: La Bastiglia, La costituzione, I processi, Il terrore. Dopo la prima visione non fu più ritrasmesso fino al 2003, quando venne recuperato grazie allo Speciale Superquark di Piero Angela Luigi XVI: l'ultimo giorno, contenente ampi estratti della versione italiana. In seguito è stato programmato su vari canali Rai e su Raiplay.